# كانتونيون
كانتونيون (بالحروف الصينية المبسطة: 广府人، بالحروف الصينية التقليدية 廣府人، باللغة الإنجليزية Cantonese people) هم شعب من قومية الهان، تعود أصولهم إلى محافظة غوانغدونغ جنوب شرق الصين وكذلك في هونغ كونغ، ويتواجد بعض شتات منهم في إندونيسيا وماليزيا، يبلغ تعدادهم في العالم حوالي 66 مليون نسمة، يتكلمون بلغة صينية اليؤ.